# 船橋日大前駅

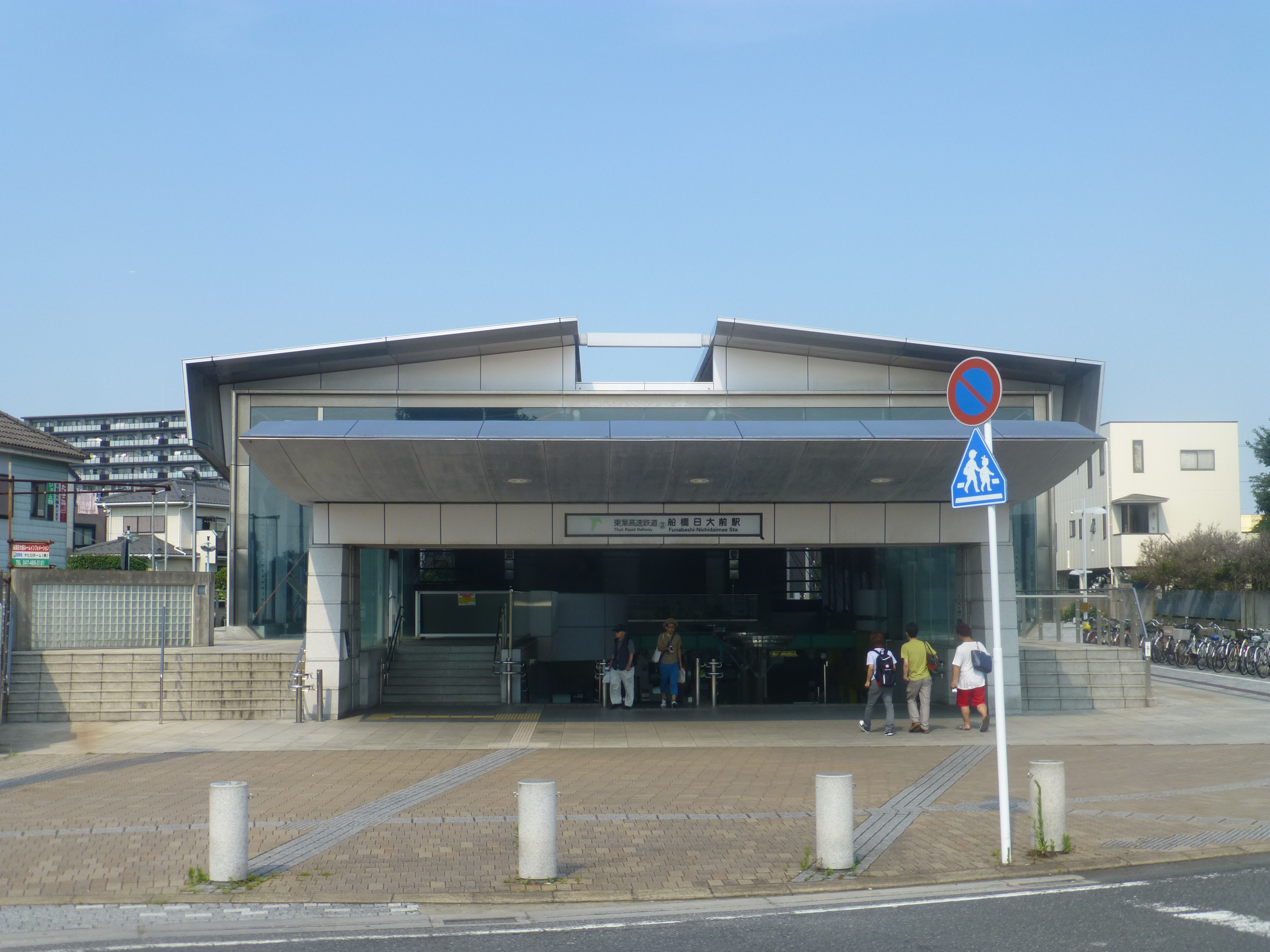
西口（2016年7月）

船橋日大前駅（ふなばしにちだいまええき）は、千葉県船橋市坪井東一丁目にある、東葉高速鉄道東葉高速線の駅である。駅番号はTR05。関東の駅百選に選定されている。

## 概要
所在地は、西口駅舎が坪井東一丁目、東口駅舎が坪井東三丁目、駅ホーム・西口駅舎の一部が習志野台に跨る。
駅前に日本大学の敷地があるため、西口の駅利用者は同大学関係者が多く、朝夕はとても賑わう。坪井東地区で土地区画整理事業が進み、新しい企業も立ち上がり、住宅が増加している。商業施設も駅開業当初周辺に少なかったものの、マミーマート、ダイソー、しまむらが入居するショッピングモールなど道沿いに商業施設が増加傾向にある。さらに、2007年（平成19年）に習志野台8丁目への道路が開通し、行き来が便利になった。
東口の前はかつては広い空き地であり、そこに14階建てのマンションが最終的に6棟ほど建設される予定だったが、周辺住民の同意が得られずに一旦は業者が撤退した。その後2012年（平成24年）より東口駅前ロータリーに直結する14階建てのマンションの建設工事が開始。2014年（平成26年）3月に完成し、入居が開始された。このときも周辺住民による反対があったが、法的には問題がないということで工事が進められた。
日本大学関係者による請願駅として開設が決まったもので、駅舎の設計も同大学の教授が行った。計画当初は「坪井駅」という仮称がつけられていたが、日本大学理工学部・薬学部の最寄り駅ということから、現在の駅名で開業した。
当駅の建設費用は日本大学が34億3,367万円、都市基盤整備公団（現・都市再生機構）が10億6,690万円を分担した。東口駅舎の建設費用も同様に両者の負担である。
2015年（平成27年）冬に東口駅前ロータリーで、駅周辺の自治会主催にて自治会設立10周年記念事業として、LEDによる木々のライトアップが実施された。

## 歴史

### 年表
- 1995年（平成7年）8月17日：駅名が決定[6]。
- 1996年（平成8年）4月27日：開業[2]。
- 1997年（平成9年）：「関東の駅百選」に選定。選定理由は「学園都市にふさわしい、柱がなく未来空間を構成した利用者がデザインした駅」。
- 2004年（平成16年）10月30日：東口が開業[7][8]。
- 2008年（平成20年）10月下旬：西口改札にICカード専用改札機を導入。
- 2012年（平成24年）
  - 10月：西口・東口にそれぞれあった売店が廃止。
  - 10月1日：平和交通による深夜急行バスが運行開始。(コロナ禍以降運休中)

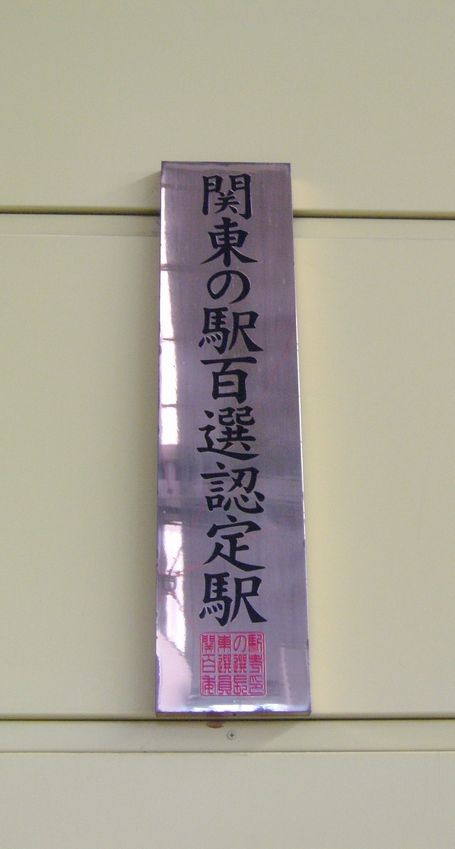
関東の駅百選認定証（2008年9月）
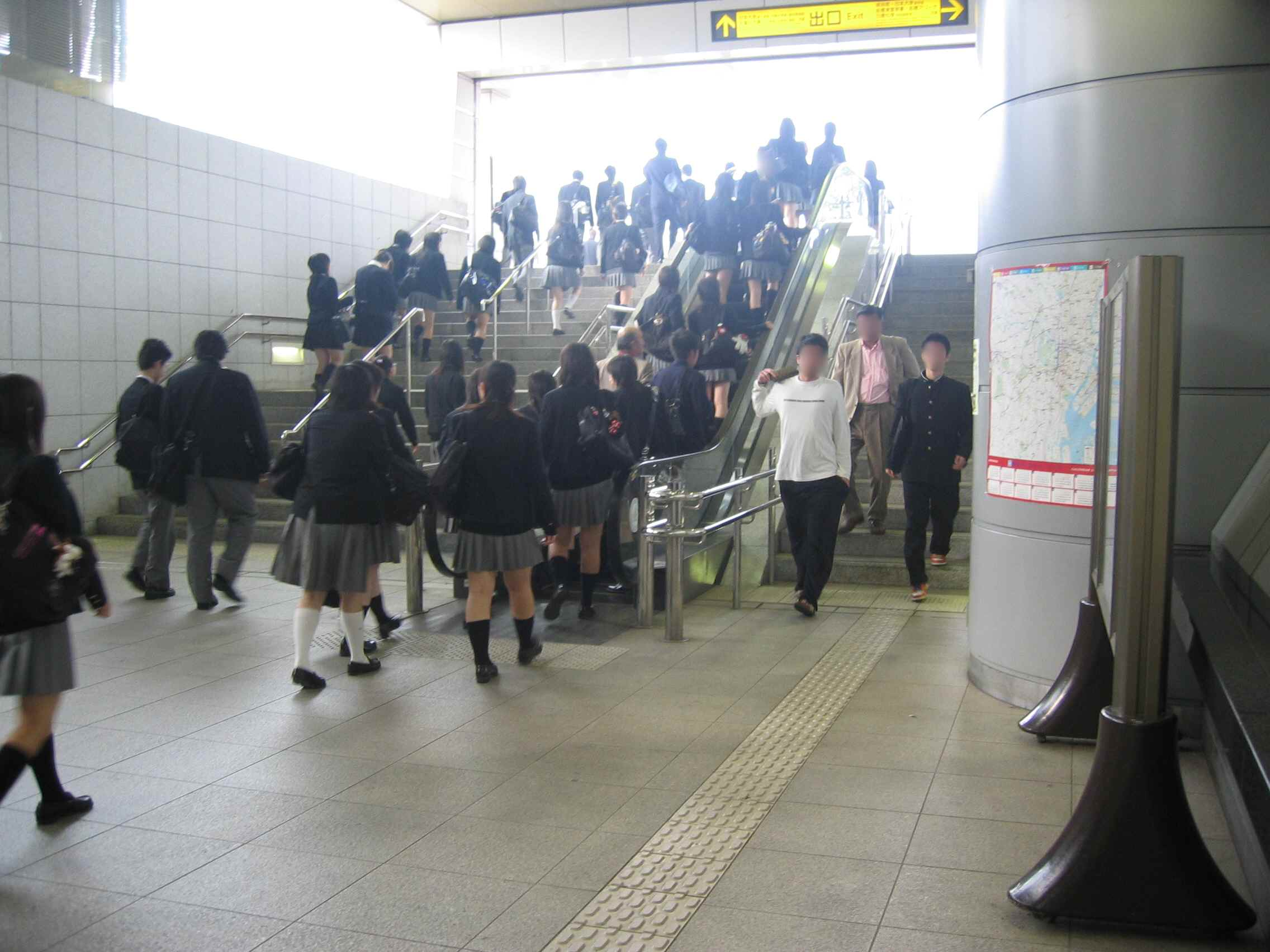
学生で賑わう西口土曜朝の様子（2006年10月）
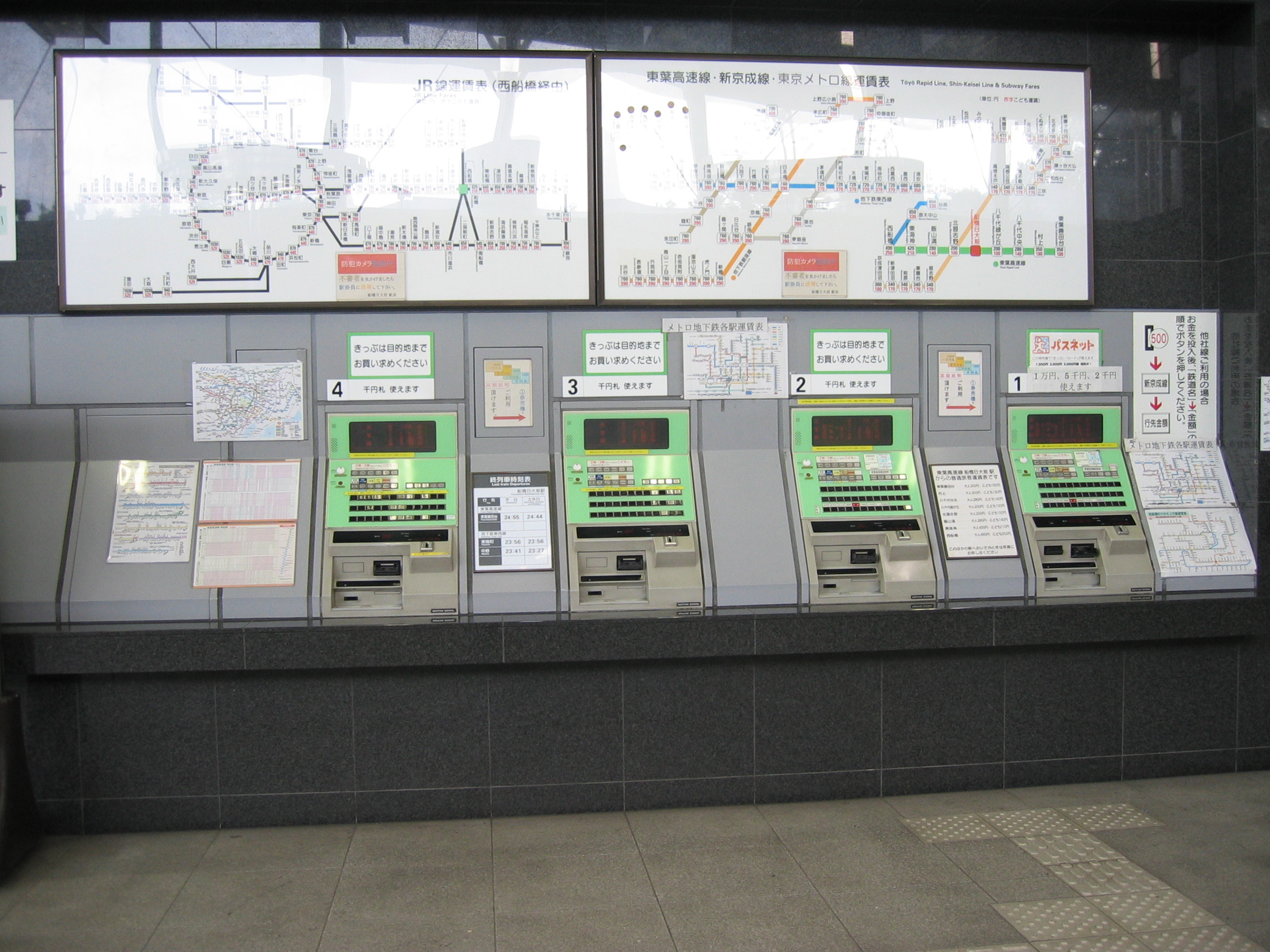
IC対応前の西口券売機（2006年10月）

## 駅構造
2面2線相対式ホームを持つ地下駅。隣の北習志野駅を含む「習志野台トンネル」（延長2,366.8 m）内に位置し、当駅は東葉勝田台寄りの坑口近くに位置する。改札では東口は2004年の開業当初より2枚投入対応の、いわゆる新式の改札が導入されていた。西口も2008年10月にPASMO・Suica専用改札機が導入され、全ての改札がICカード対応改札機になった。ホームから地上へのエレベーターは東口側のみ設置されている。駅バリアフリー化が進み、触知案内や音声案内が施されている。
東口改札は一部時間帯無人のため、改札付近にインターホンが設置されている。
当駅の西口駅舎および周辺の設計、デザインは日大理工学部による。平成9年度第42回鉄道建築作品賞の運輸省鉄道局長賞、千葉県建築文化賞を受賞。また「関東の駅百選」第1回選定においても選ばれた。その後建設された東口はレンガと木で作られており、今後の人口増加を見積もり広いロータリー・タクシープールを備えている。

### のりば
| 番線 | 路線       | 方向 | 行先                         |
| ---- | ---------- | ---- | ---------------------------- |
| 1    | 東葉高速線 | 下り | 八千代緑が丘・東葉勝田台方面 |
| 2    | 東葉高速線 | 上り | 北習志野・西船橋・中野方面   |

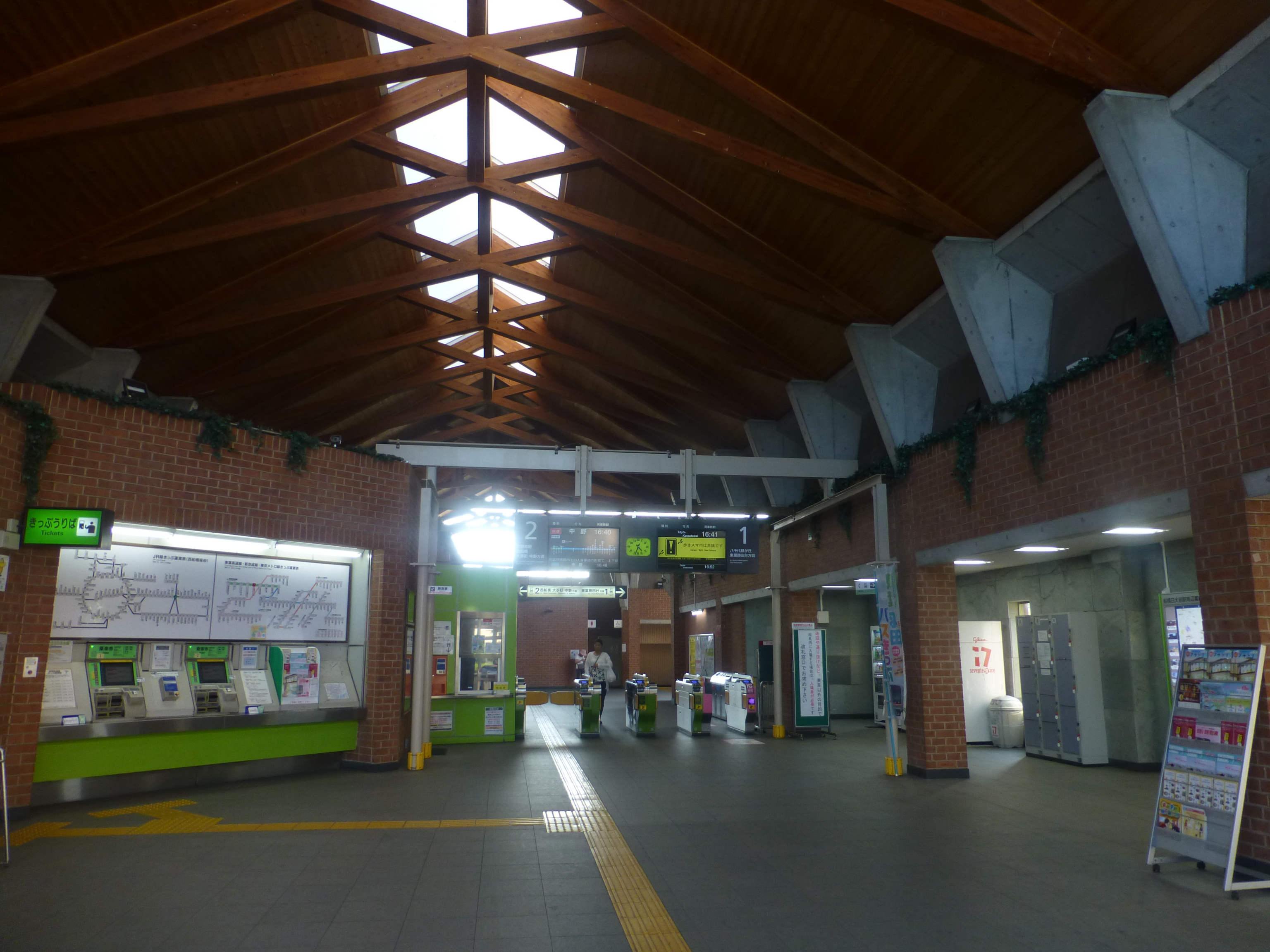
東改札口（2016年7月）
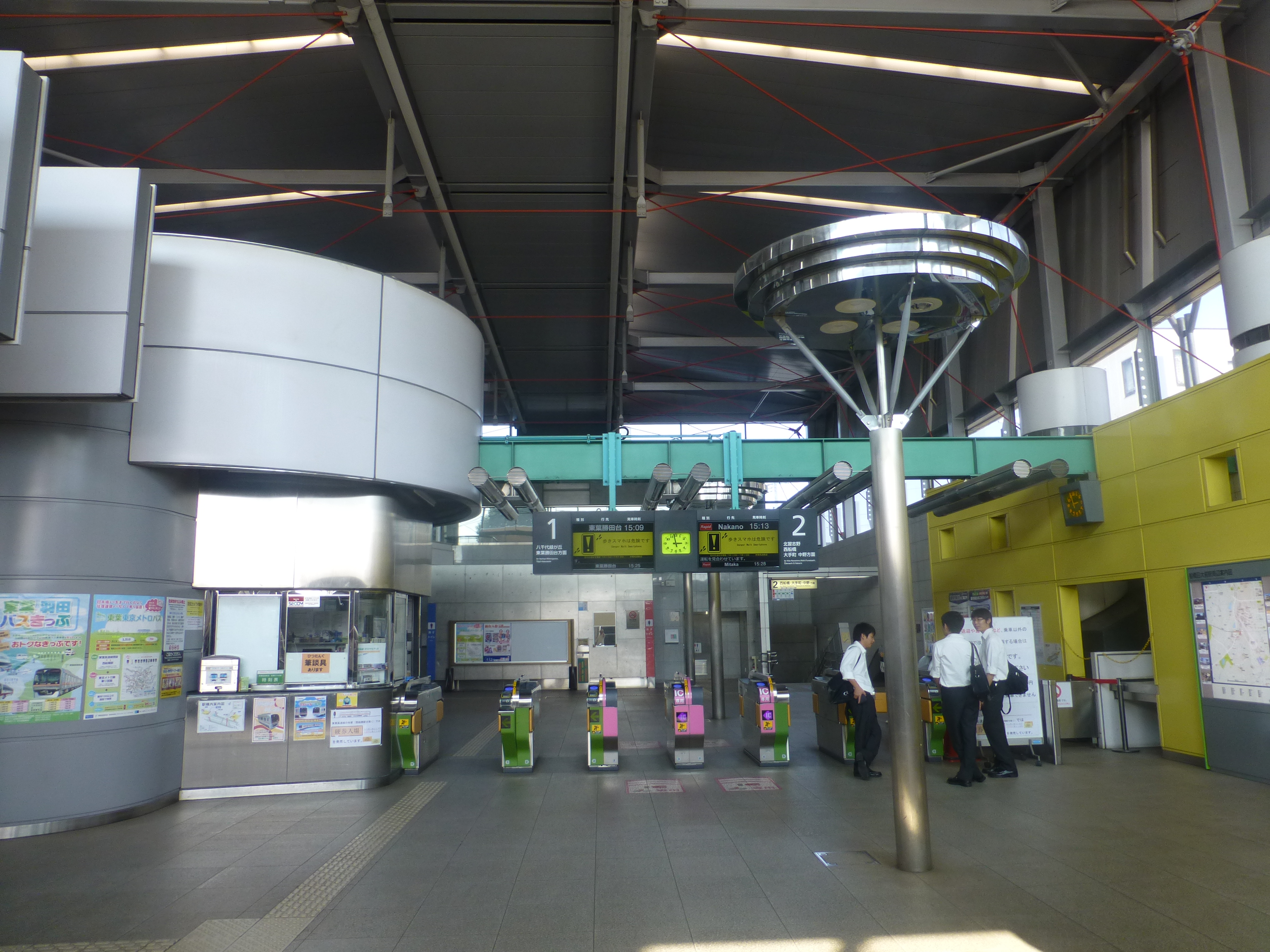
西改札口（2016年7月）
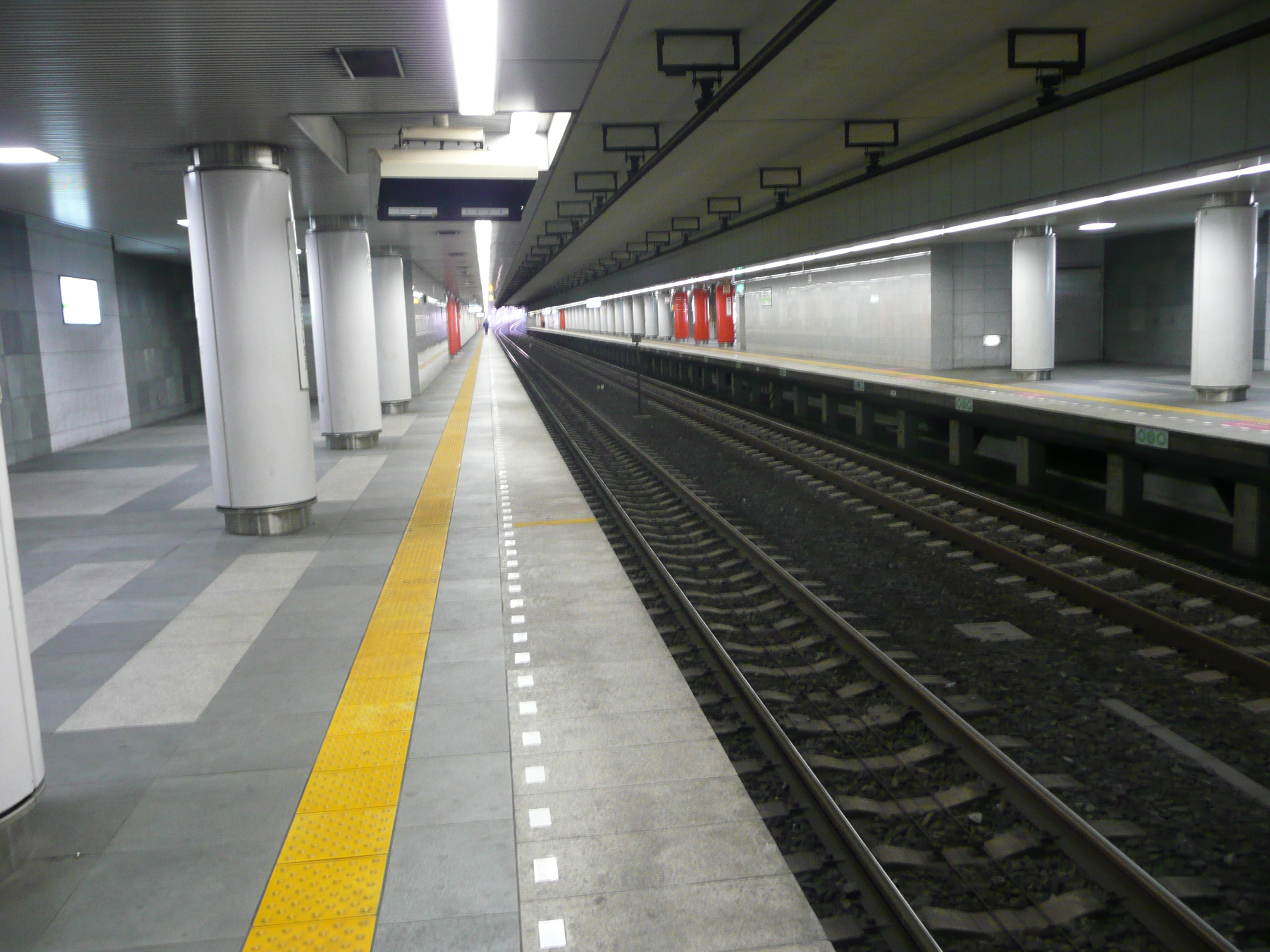
駅ホーム※1番線より八千代緑が丘方面（2007年12月）
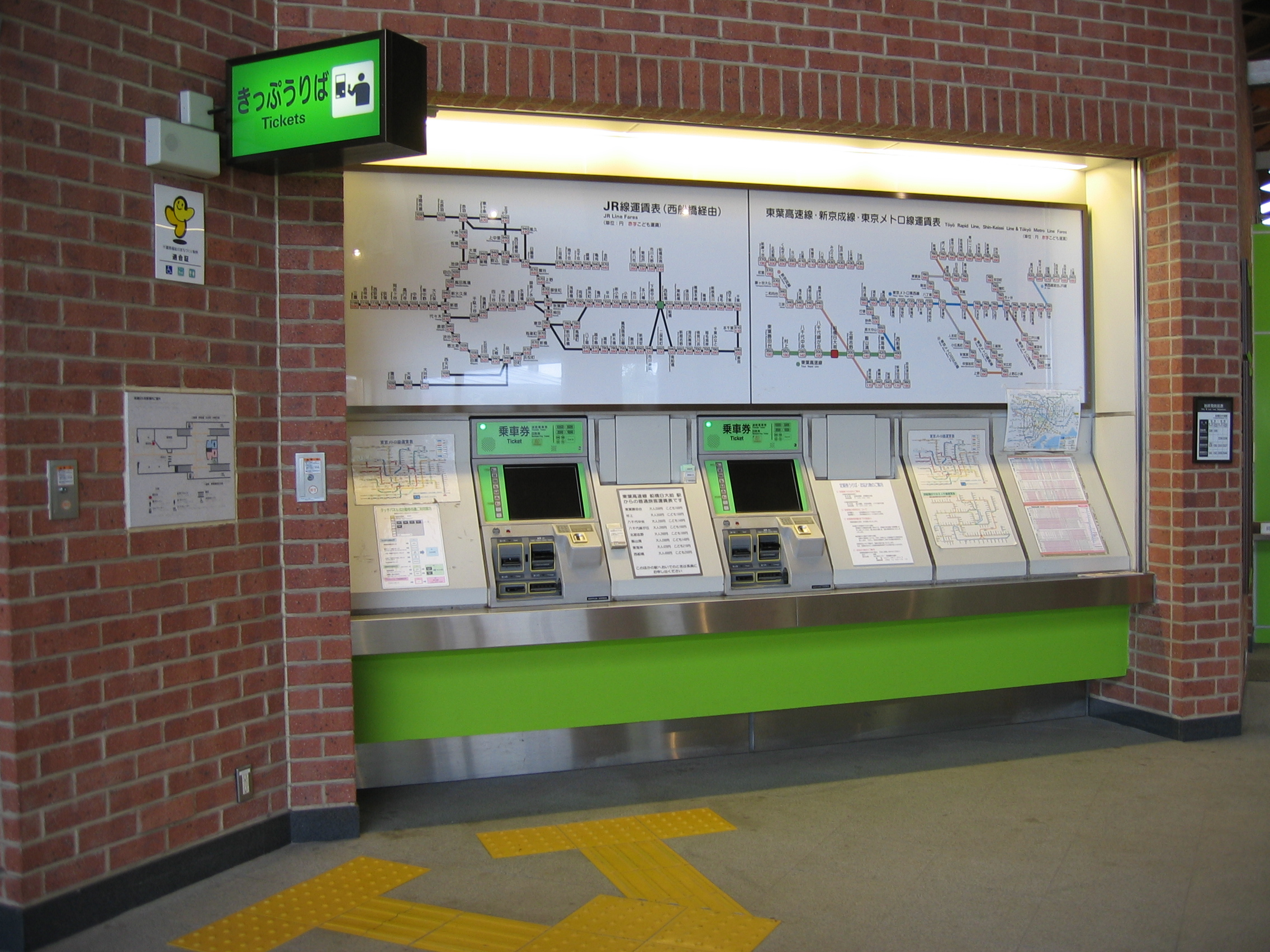
IC対応後の東口券売機（2006年10月）

## 利用状況
2022年度の一日の平均乗車人員は9,901人である。
近年の1日平均乗車人員の推移は下表の通り。
| 年度   | 1日平均 乗車人員 | 備考              |
| ------ | ---------------- | ----------------- |
| 1996年 | 3,976            | [ 千葉県統計 2 ]  |
| 1997年 | 4,940            | [ 千葉県統計 3 ]  |
| 1998年 | 5,389            | [ 千葉県統計 4 ]  |
| 1999年 | 5,575            | [ 千葉県統計 5 ]  |
| 2000年 | 5,396            | [ 千葉県統計 6 ]  |
| 2001年 | 5,412            | [ 千葉県統計 7 ]  |
| 2002年 | 5,374            | [ 千葉県統計 8 ]  |
| 2003年 | 5,049            | [ 千葉県統計 9 ]  |
| 2004年 | 5,127            | [ 千葉県統計 10 ] |
| 2005年 | 5,396            | [ 千葉県統計 11 ] |
| 2006年 | 5,686            | [ 千葉県統計 12 ] |
| 2007年 | 6,382            | [ 千葉県統計 13 ] |
| 2008年 | 6,077            | [ 千葉県統計 14 ] |
| 2009年 | 6,731            | [ 千葉県統計 15 ] |
| 2010年 | 7,115            | [ 千葉県統計 16 ] |
| 2011年 | 7,390            | [ 千葉県統計 17 ] |
| 2012年 | 7,910            | [ 千葉県統計 18 ] |
| 2013年 | 8,343            | [ 千葉県統計 19 ] |
| 2014年 | 8,839            | [ 千葉県統計 20 ] |
| 2015年 | 9,292            | [ 千葉県統計 21 ] |
| 2016年 | 9,742            | [ 千葉県統計 22 ] |
| 2017年 | 10,092           | [ 千葉県統計 23 ] |
| 2018年 | 10,157           | [ 千葉県統計 24 ] |
| 2019年 | 10,183           | [ 千葉県統計 25 ] |
| 2020年 | 5,839            | [ 千葉県統計 26 ] |
| 2021年 | 6.926            | [ 千葉県統計 27 ] |
| 2022年 | 9,901            | [ 千葉県統計 28 ] |

## 駅周辺
駅周辺には小学校から大学までが集約される文教地区となっている。駅東側には千葉県道57号千葉鎌ケ谷松戸線が走り、約500メートルほど進んだ先には八千代市との境界がある。

### 西口
- 船橋東警察署
- 船橋市総合体育館（船橋アリーナ）

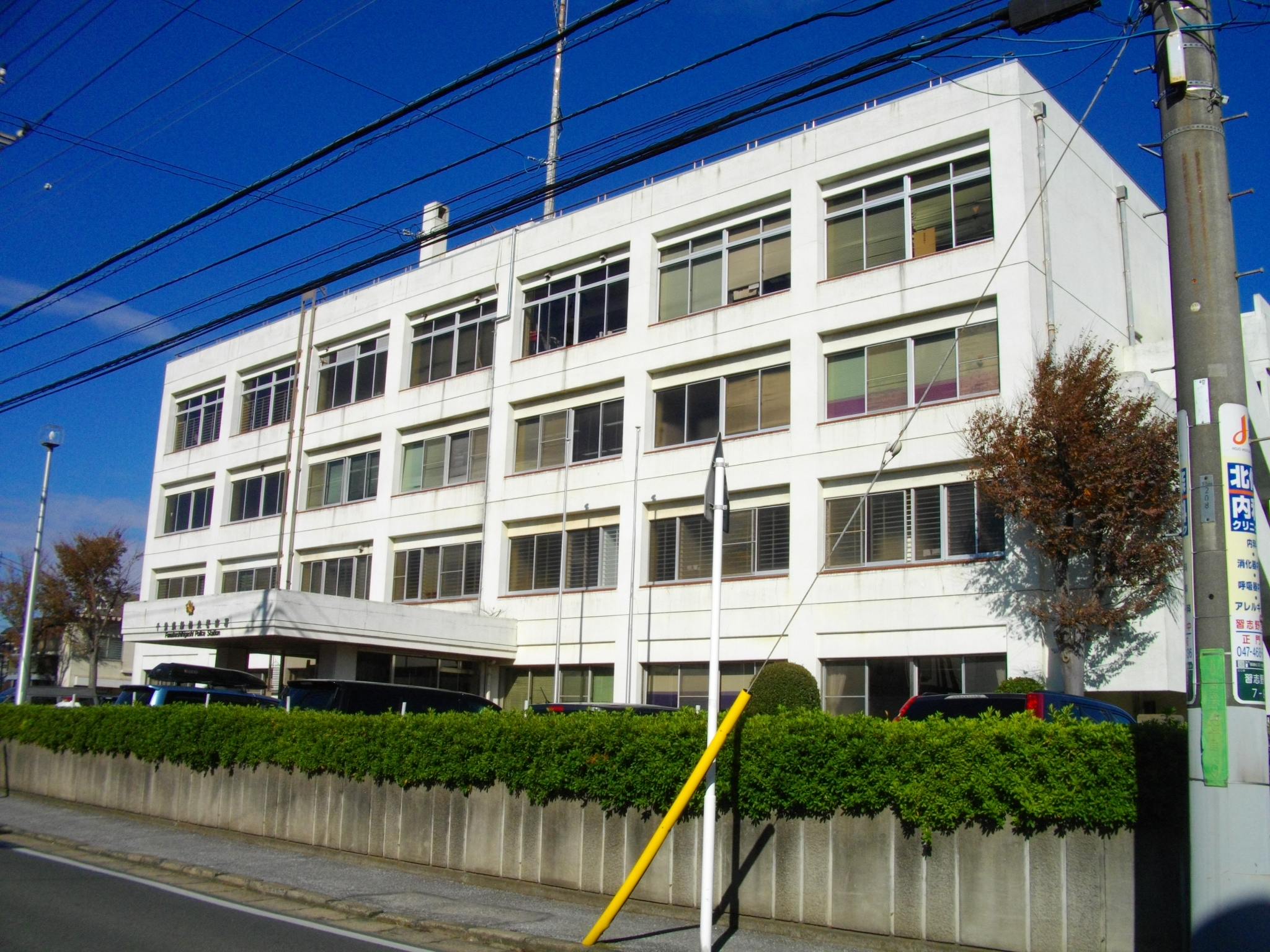
船橋東警察署

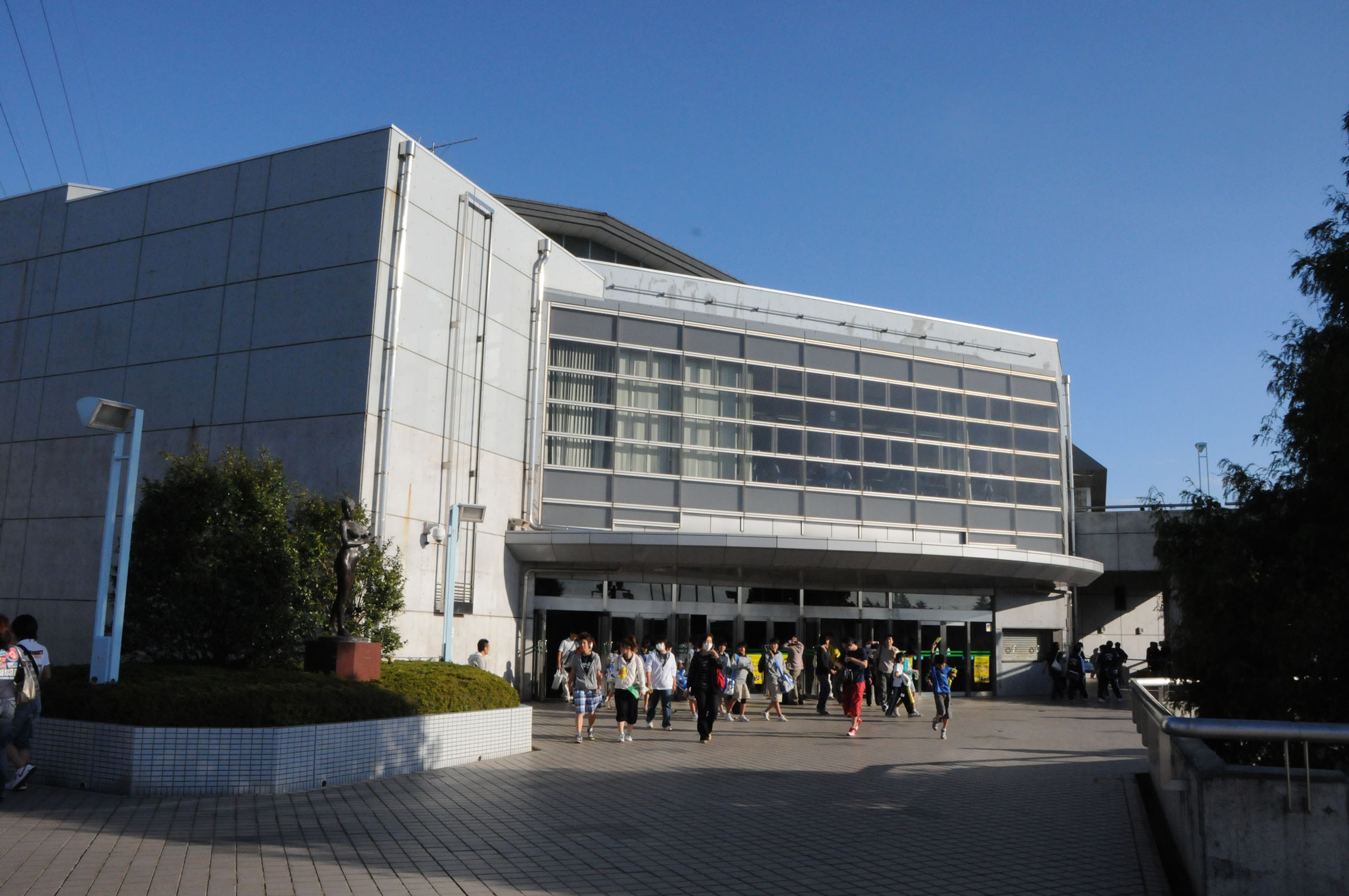
船橋市総合体育館（船橋アリーナ）

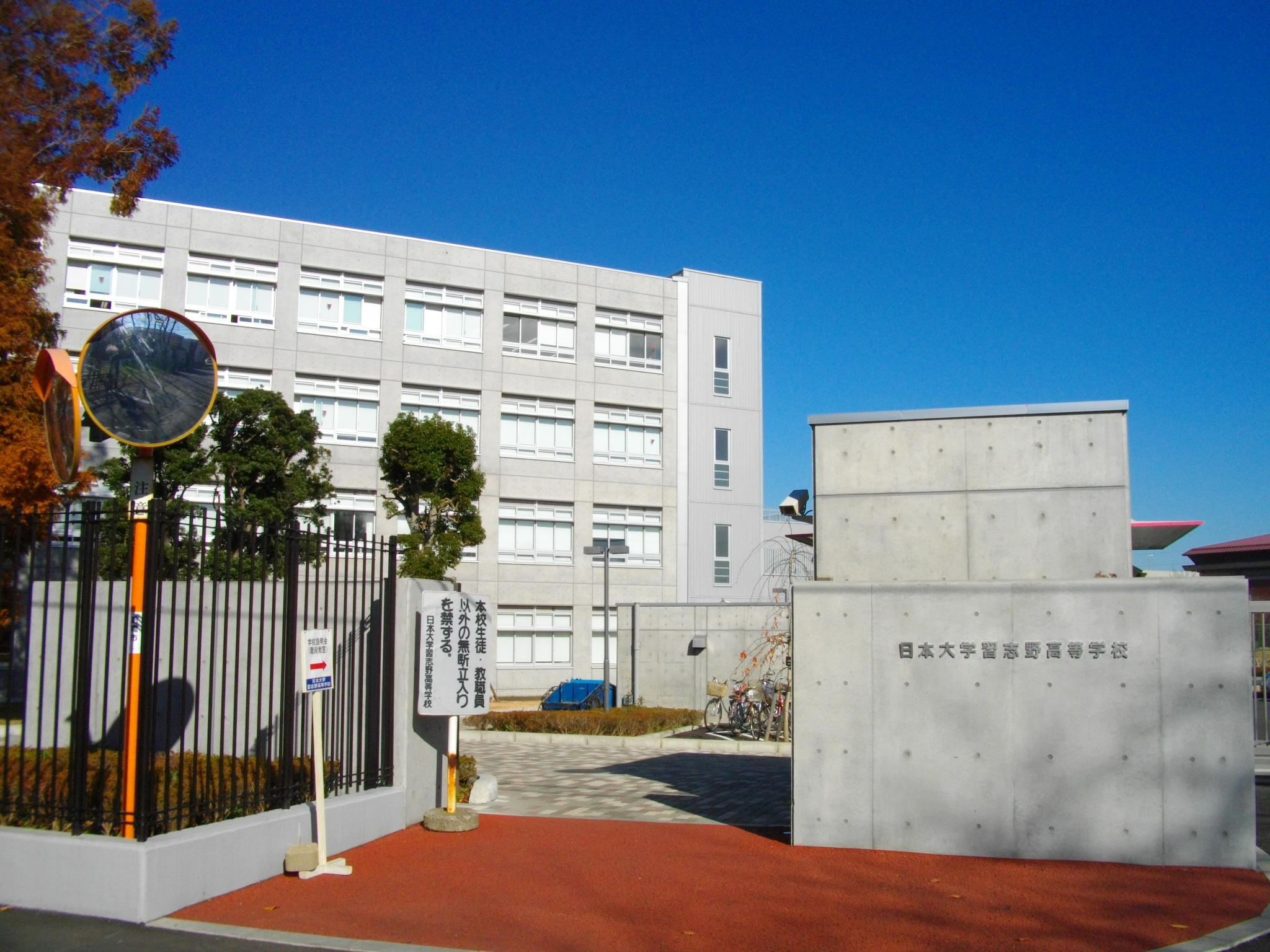
日本大学習志野高等学校

- 日本大学 船橋キャンパス（理工学部・大学院理工学研究科）
- 日本大学 薬学部キャンパス（薬学部・大学院薬学研究科）
- 日本大学短期大学部 船橋キャンパス
- 日本大学習志野高等学校
- 船橋市立坪井中学校
- 船橋市立習志野台中学校
- 船橋市立坪井小学校
- 船橋市立習志野台第一小学校
- 船橋市立習志野台第二小学校
- 船橋東郵便局
- 船橋習志野台五郵便局
- 船橋古和釜郵便局
- マックスバリュ 習志野台店
- ヨークマート 習志野台店
- スーパー新鮮館・魚次 北習志野店
- 坪井の森緑地

### 東口

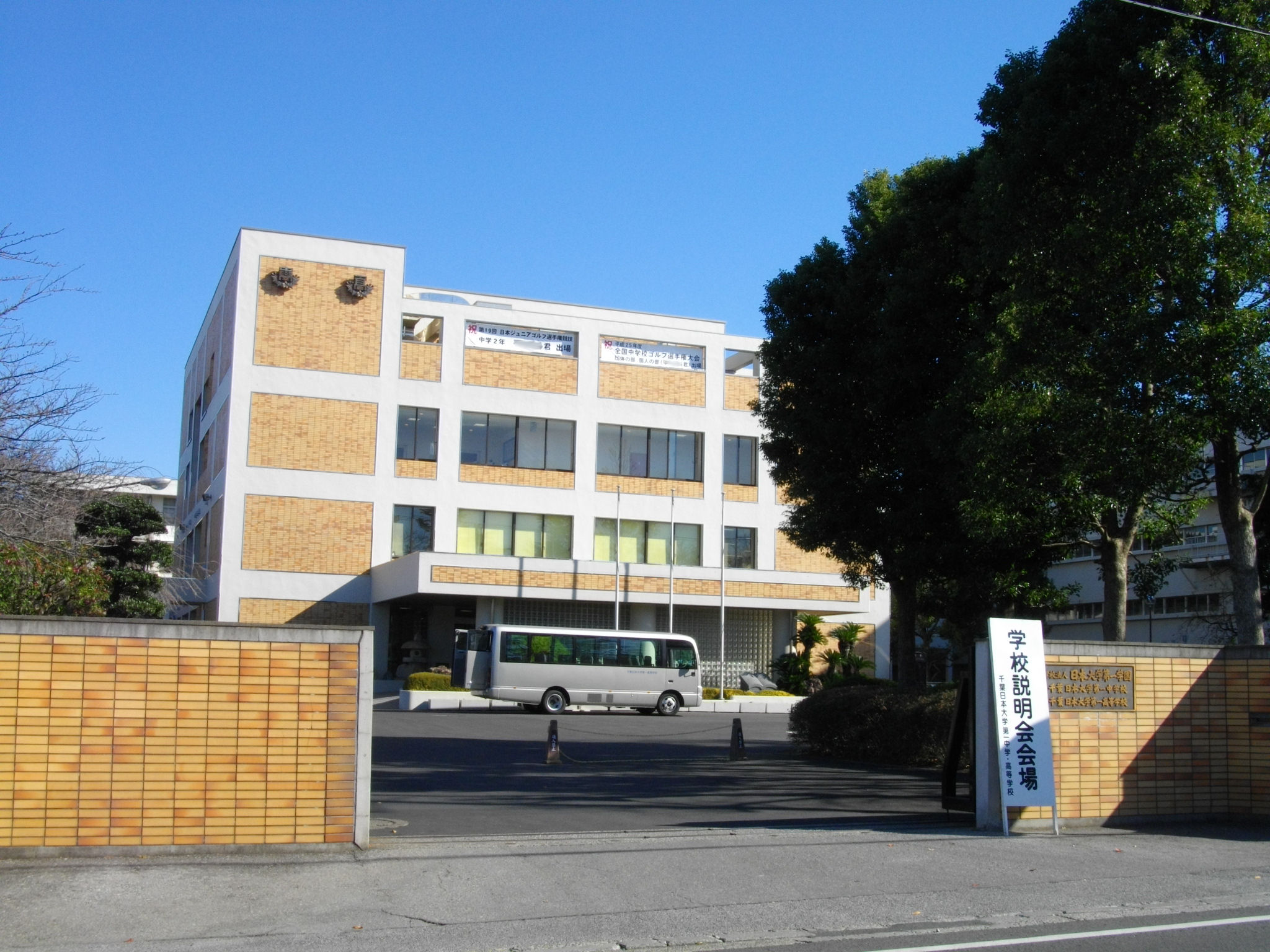
千葉日本大学第一中学校・高等学校

- 芽吹の杜（住宅ニュータウン）
- 東京動物専門学校
- 千葉日本大学第一中学校・高等学校
- 千葉日本大学第一小学校
- 八千代市立新木戸小学校
- 生鮮市場TOP 船橋日大前店
  - しまむら 船橋日大前店
  - ダイソー 生鮮市場TOP船橋日大前店
- ゆめまち習志野台モール
  - ロピア ゆめまち習志野台モール店
  - セイムス ゆめまち習志野台モール店
  - ノジマ ゆめまち習志野台モール店
  - ジーユー ゆめまち習志野台モール店
- くすりの福太郎 船橋日大前店
- カワチ薬品 船橋坪井店
- ケイヨーデーツー 船橋坪井店
- 坪井近隣公園

## バス路線
当駅東口にはバス発着対応のスペースはあるが、現在路線バスの発着はない。
駅東口より、ふなばしアンデルセン公園へのバスが2007年10月2日から11月4日まで走行していた。運行会社は船橋新京成バス、習志野新京成バス（現在の船橋新京成バス習志野営業所）及び松戸新京成バスが主で、ほかにも京成グループ他社をはじめ市や県が運行するバスがあった。
なお、2012年10月1日より、平和交通の運行する東京発の深夜急行バスが運行する（東口ロータリーには入らない）。なお、コロナ禍以来運休中である。

## 当駅が登場する主な作品
- 『相棒 Season 13』[注釈 1]（テレビ朝日）など、テレビドラマのロケ撮影にも使用されている。

## 隣の駅
東葉高速鉄道
 東葉高速線（東葉高速線内は全列車各駅に停車）
北習志野駅 (TR04) - 船橋日大前駅 (TR05) - 八千代緑が丘駅 (TR06)